# نرجس (فلم)
نرجس هو فيلم اُنتج عام 1948 من بطولة محمد فوزي، ونور الهدى.

## قصة الفيلم
نرجس (نور الهدى) الابنة الوحيدة لأسرة ثرية. تضيع البنت في ظروف غامضة، ويربيها شخص متوسط الحال. تكبر البنت وترتبط بشاب فقير.
يتمكن الوا من العثور على ابنتهما، ويعيدانها إلى حياة الثراء. يحاولان تزويجها من شاب ثري، لكنه ترفضه وتختار الشاب الفقير الذي كانت تعرفه قبل ثراءها.

## أغاني الفيلم
أغاني الفيلم من تأليف بيرم التونسي، ومصطفى السيد، وحسن توفيق، وصالح جودت، وتلحين محمد فوزي، وزكريا أحمد، ومحمد الكحلاوي.

## روابط خارجية
- نرجس على موقع IMDb (الإنجليزية)
- نرجس على موقع قاعدة بيانات الأفلام العربية
- نرجس على موقع الدهليز
- نرجس على موقع كاروهات